# Monica Guerritore

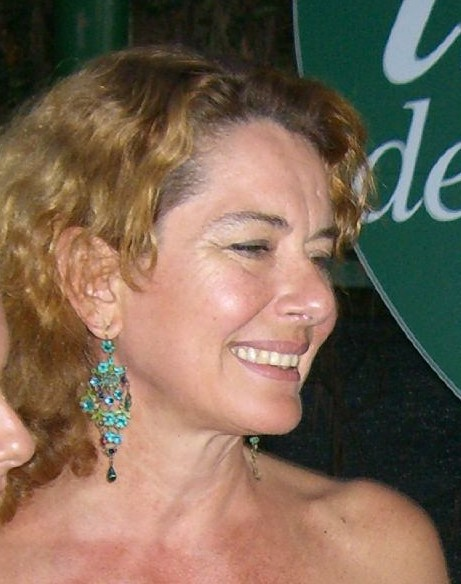
Monica Guerritore

Monica Guerritore (* 5. Januar 1958 in Rom) ist eine italienische Schauspielerin.

## Leben
Guerritore wurde in Rom geboren, wuchs aber in Palmi auf. Ihr Vater Renato De Carmine verließ die Familie früh; sie hatte eine schwierige Jugend, die eine Flucht vom Schweizer Internat, das sie besuchte, einschließt. Erstmals trat sie als Schauspielerin 1973 in Mailand (Piccolo Teatro di Milano) in dem Theaterstück Il giardino dei ciliegi (Der Kirschgarten von Anton Pawlowitsch Tschechow) unter der Regie von Giorgio Strehler auf. Auch erste kleine Filmrollen fallen in diesen Zeitraum; ihr erster Fernsehfilm wurde 1977 ausgestrahlt, der auf dem Stoff von Giacomo Puccini basierenden Film Manon Lescaut. Ab 1981 arbeitete sie verstärkt mit Gabriele Lavia zusammen.
Zu ihrer erfolgreichsten Arbeit gehört das Theaterstück Jeanne d’Arc, welches sie 2004 schrieb und das das Leben der Jeanne d’Arc als Solostück interpretiert.
Filmhauptrollen boten ihr u. a. die französische Produktion Der Antiquitätenjäger (L'homme pressé) von Édouard Molinaro, Hunger nach Zärtlichkeit (Fotografando Patrizia) von Salvatore Samperi und der US-Fernseh-Zweiteiler Gezinktes Spiel (The Endless Game) von Bryan Forbes.
Seit 2001 ist sie mit dem Politiker Roberto Zaccaria liiert. Das Paar heiratete 2010 in Versilia.

## Filmografie (Auswahl)
- 1974: Der Filou (Peccato veniale)
- 1977: Der Antiquitätenjäger (L’homme pressé)
- 1978: Geliebte Sena (Eutanasia di un amore)
- 1982: Verzauberte Leinwand (La vela incantata)
- 1984: Hunger nach Zärtlichkeit (Fotografando Patrizia)
- 1985: Scandalosa Gilda – Die totale Unterwerfung (Scandalosa Gilda)
- 1986: Fieber im Herzen (La venexiana)
- 1987: Seltsam, das Leben (Strana la vita)
- 1991: Gezinktes Spiel (The Endless Game)
- 2015–2016: Die Toten von Turin (Non uccidere, Fernsehserie, 12 Folgen)
- 2024: Betrügerische Liebe (Inganno, Netflix-Miniserie)